# Texochico
Texochico är en ort i Mexiko.   Den ligger i kommunen Cuetzalan del Progreso och delstaten Puebla, i den sydöstra delen av landet, 190 km öster om huvudstaden Mexico City. Texochico ligger 363 meter över havet och antalet invånare är 183.
Terrängen runt Texochico är varierad. Runt Texochico är det tätbefolkat, med 383 invånare per kvadratkilometer. Närmaste större samhälle är Ciudad de Cuetzalan, 8,1 km sydväst om Texochico. I omgivningarna runt Texochico växer huvudsakligen savannskog.